# Фульхенсіо Батиста
Рубе́н Фульхе́нсіо Бат́иста-і-Сальдівар (ісп. Rubén Fulgencio Batista y Zaldívar; 16 січня 1901 — 6 серпня 1973) — кубинський державний, військовий та політичний діяч, десятий і дванадцятий Президент Куби. Після захоплення влади у 1952–1959 роках — фактично диктатор.
Його опора на олігархію, мафію та авторитарні методи правління породили в суспільстві опозицію та широкий політичний опір, в тому числі також і з боку анархічних і терористичних груп. Унаслідок розгорнутої проти його режиму громадянської війни 1 січня 1959 залишив свою посаду та подався у вигнання до Домініканської Республіки. Потім до Іспанії, де 1973 помер через інфаркт міокарда у Коста-дель-Соль, неподалік від іспанського курорту Марбелья.

## Біографія
Ранні роки життя
Фульхенсіо Батиста народився 16 січня 1901 року у кубинському місті Банес,що знаходиться в провінції Ольгін.Його батьками були Белісаріо Батиста Палермо  та Кармела Сальдівар Гонсалес, кубинці, які брали участь у боротьбі з Іспанією за незалежність. Мати назвала його Рубеном і дала йому своє прізвище Сальдівар, батько ж не хотів реєструвати сина під прізвищем Батиста. До 1939 в записах суду міста Банес він був записаний як Рубен Сальдівар.
А в 1939 році, коли він став кандидатом у президенти під ім'ям Фульхенсіо Батиста,було виявлено, що такої людини юридично не існує, і судді було виплачено 15 000 кубинських песо (близько 15 000 доларів США за тодішнім курсом) за усунення невідповідностей у документах.Через дуже скромне походження Батисті довелося почати працювати в дуже ранньому віці. Працював на виробництві цукрової тростини. Батиста активно займався самоосвітою, відвідував вечірню школу і, як стверджують, жадібно читав книжки. Батиста був мулатом, але, за деякими даними, у його жилах також текла і китайська кров.
У 1921 році він приїхав у Гавану і поступив на військову службу до кубинської армії.

## Особисте життя
Фульхенсіо Батиста був двічі одружений. З першою дружиною Елісою Годінес Гомес де Батиста (1900—1993) він одружився 10 липня 1926 року. За 20 років шлюбу дружина народила трьох дітей: Мірту Карідад (1927—2010), Фульхенсіо Рубена (1933—2007) та Елізу Алейду (нар. 1933). Крім того, у Батісти була й позашлюбна, визнана ним, дочка від іншої жінки, Ферміна Ласара Батиста-і-Естевес, яка народилась 1935 року.
У жовтні 1945 року Батиста розлучився з першою дружиною. Еліса Годінес решту життя провела у США. Вона померла у Флориді 1993 року. Їхній спільний з Батистою онук, Рауль Кантеро III, син Еліси Алейди, нині суддя Верховного суду штату Флорида.
Ще до розлучення з Елісою Годінес Фульхенсіо Батиста вступив у стосунки з Мартою Фернандес Мірандою (1923—2006), яка 28 листопада 1945 року стала його офіційною дружиною. Вона народила від нього п'ятьох дітей: Хорхе Батисту Фернандеса, Роберто Франсіско Батисту Фернандеса, Карлоса Батисту Фернандеса, Фульхенсіо Хосе Батисту Фернандеса та Марту Малуф Батисту Фернандес.
Марта Фернандес Міранда померла від хвороби Альцгеймера 2006 року, похована в Мадриді.